# KO Возничего
KO Возничего (лат. KO Aurigae) — двойная затменная переменная звезда типа Алголя (EA) в созвездии Возничего на расстоянии приблизительно 717 световых лет (около 220 парсеков) от Солнца. Видимая звёздная величина звезды — от +10,52m до +9,9m. Орбитальный период — около 3,9538 суток.

## Характеристики
Первый компонент — жёлтая звезда спектрального класса G-F. Радиус — около 1,95 солнечного, светимость — около 4,163 солнечных. Эффективная температура — около 5911 К.